# Casa di Brahms
La Casa di Brahms (Brahms-Haus), nota anche come Lichtental No. 8, è un museo biografico dedicato a Johannes Brahms a Baden-Baden, in Germania. Il museo è allocato sull'attico dell'edificio, dove Brahms visse e lavorò alla sua musica mentre era in residenza.

## Storia
Johannes Brahms visse a Lichtental n. 8 dal 1865 al 1874 durante i mesi estivi, inizialmente su suggerimento di Clara Schumann. Il suo primo soggiorno nella casa durò da maggio a ottobre 1865. Mentre risiedeva qui Brahms lavorò alla sua prima e seconda sinfonia, il quintetto per pianoforte, il secondo sestetto per archi, la Rapsodia per contralto e parti di Ein deutsches Requiem.
Nel 1963 Lichtental n. 8 era in rovina e dovette affrontare la demolizione. Per evitare ciò, fu costituita nel 1966 la Società Brahms di Baden-Baden (Brahms Gesellschaft Baden-Baden) ed iniziò a raccogliere donazioni. Con quei fondi la Società acquistò la casa nel giugno 1967 e iniziò a ristrutturarla. La casa fu aperta al pubblico un anno dopo come il Museo Brahms-Haus.

## Museo
La residenza estiva di Brahms nell'attico della Lichtental n. 8 è il centro del museo che documenta la vita del compositore.
Ogni due anni Società Brahms di Baden-Baden organizza e ospita le Giornate di Brahms nelle sale da concerto della città.
Un monolocale è messo a disposizione dei musicisti qualificati selezionati dallo staff del museo.

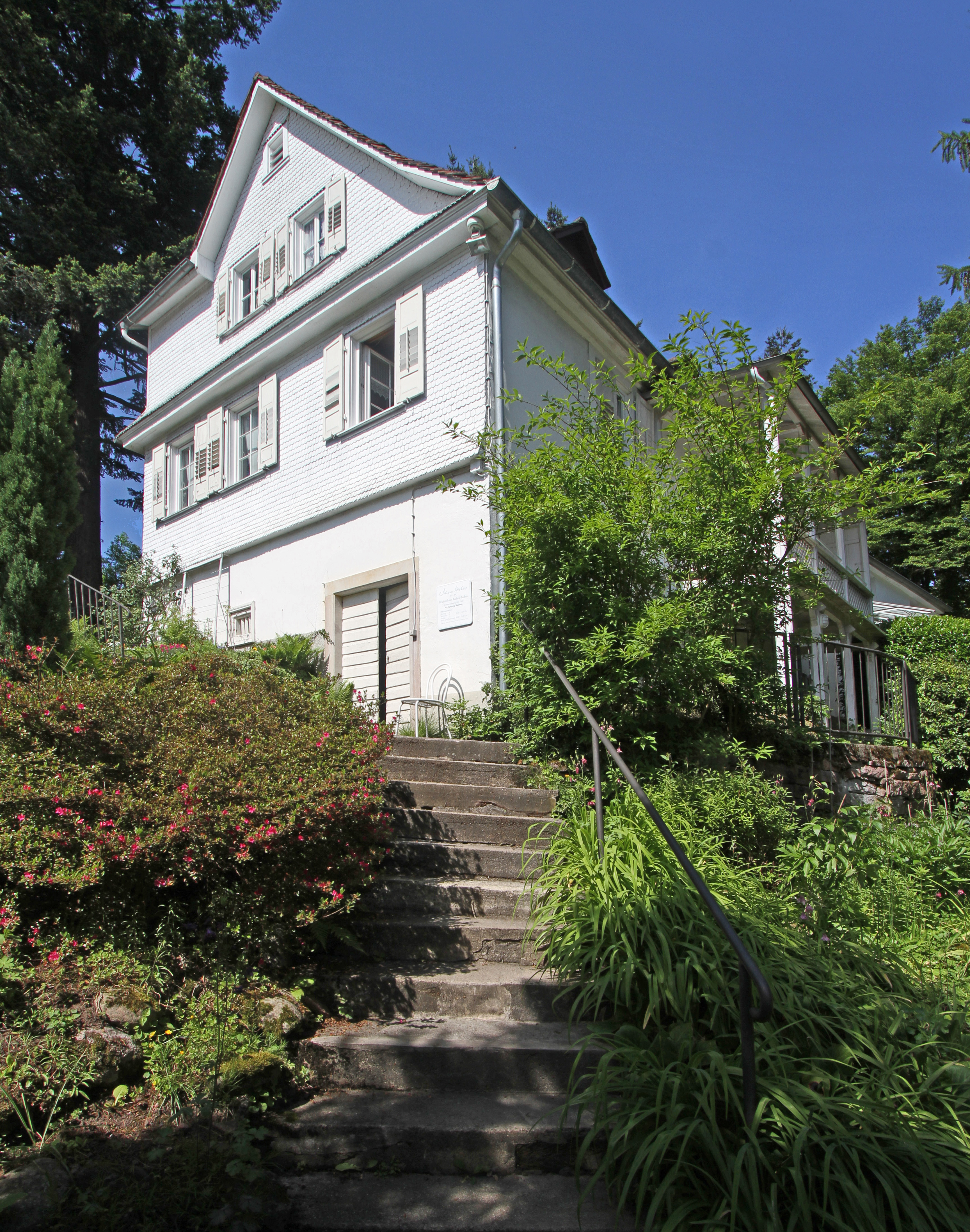
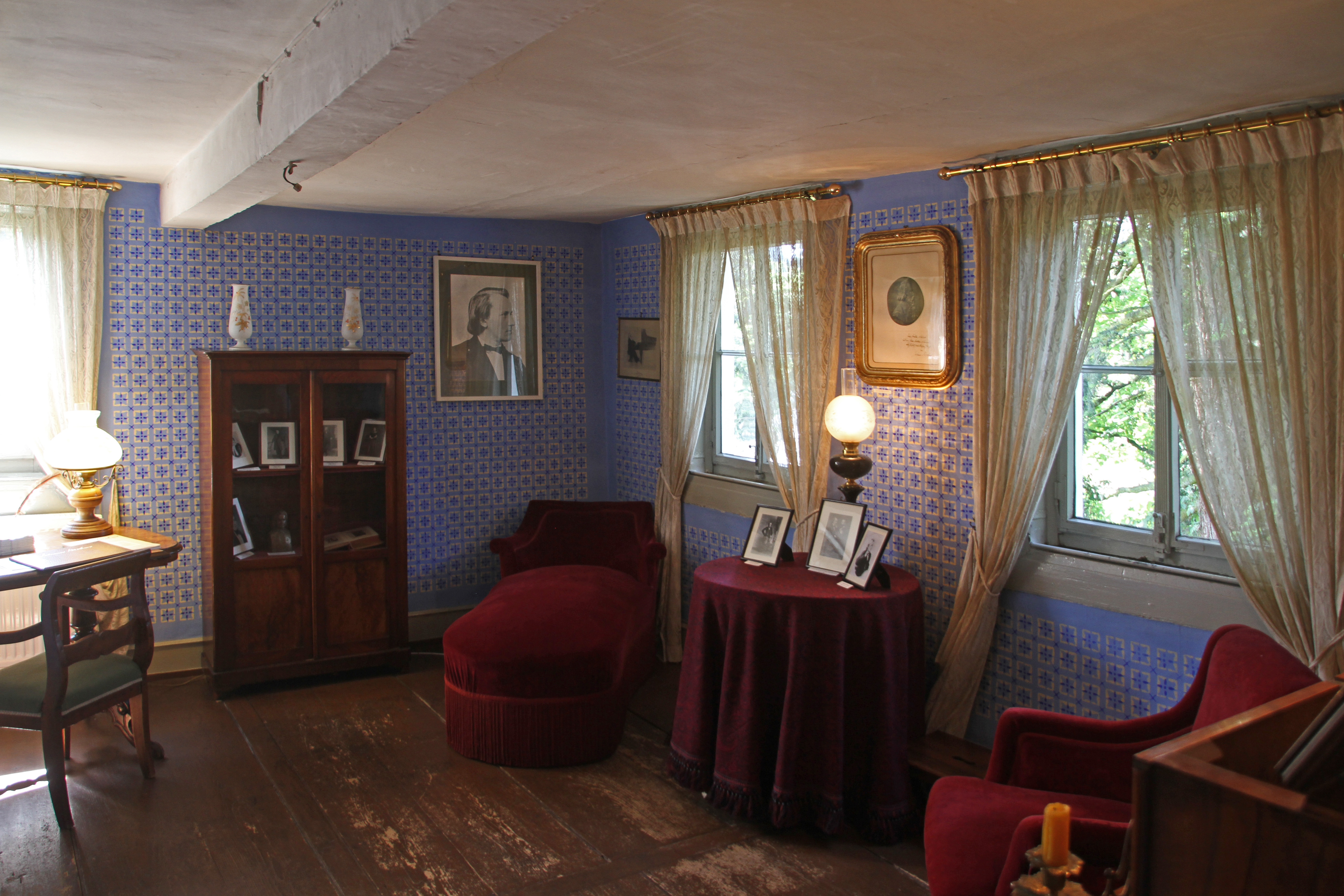
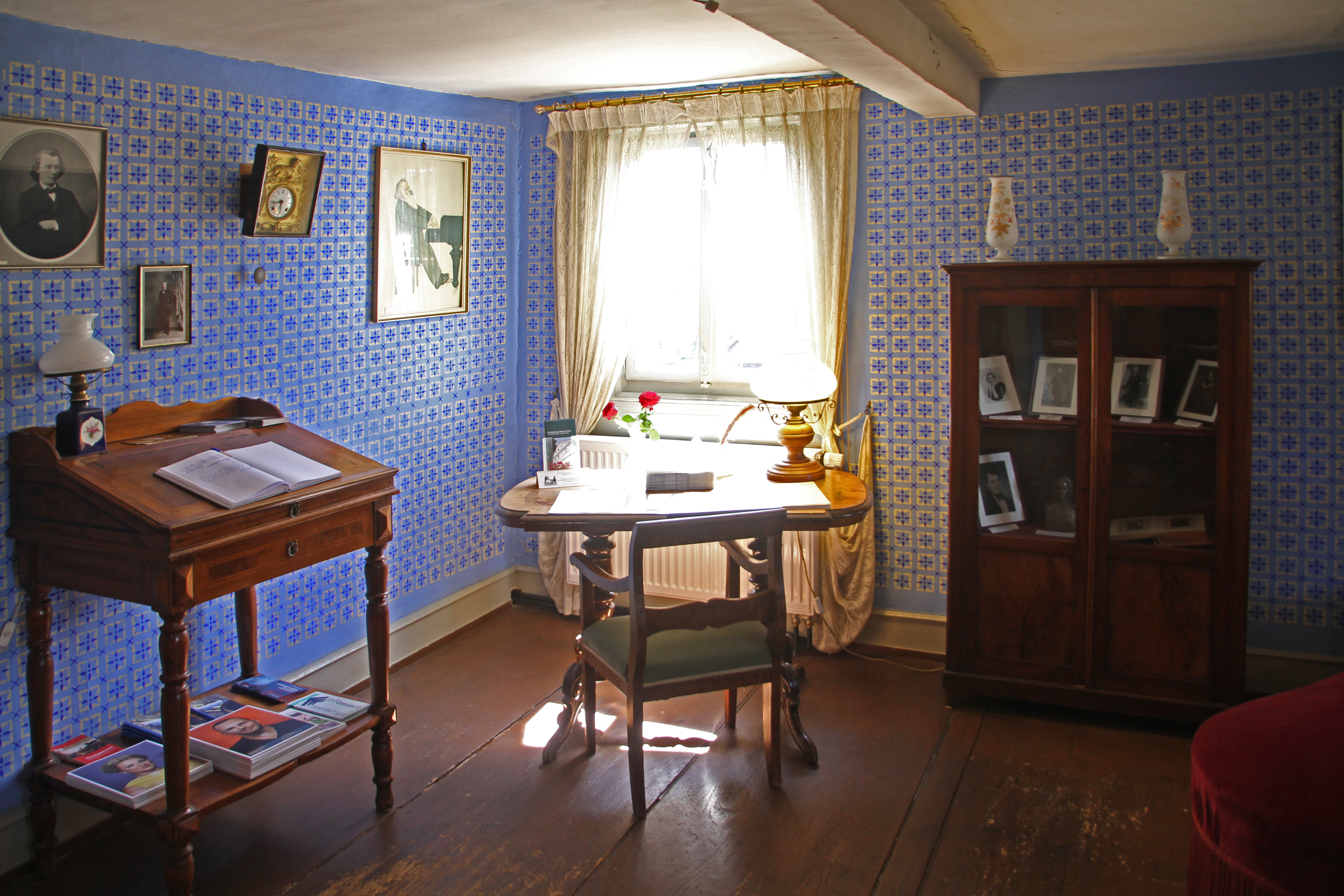
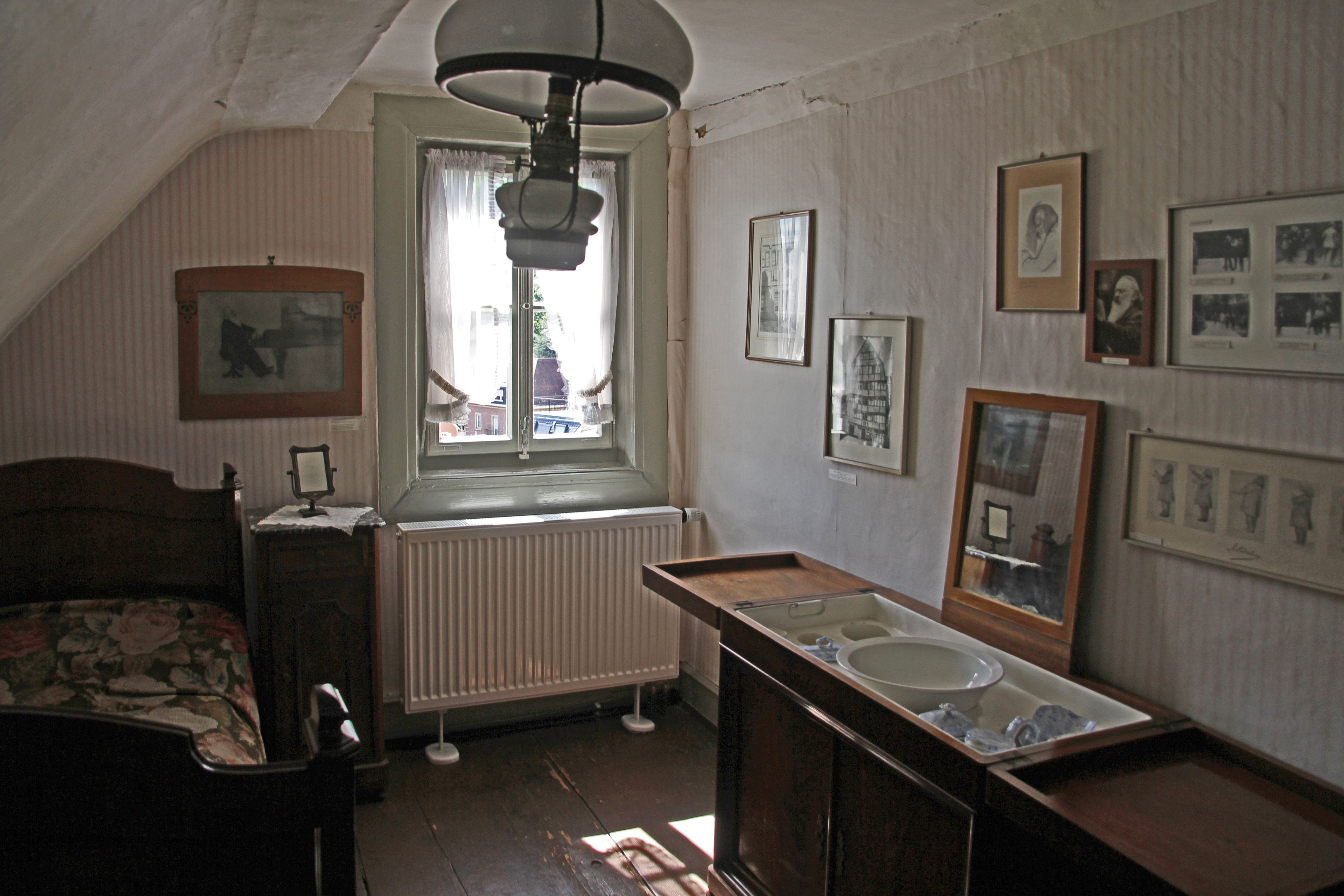
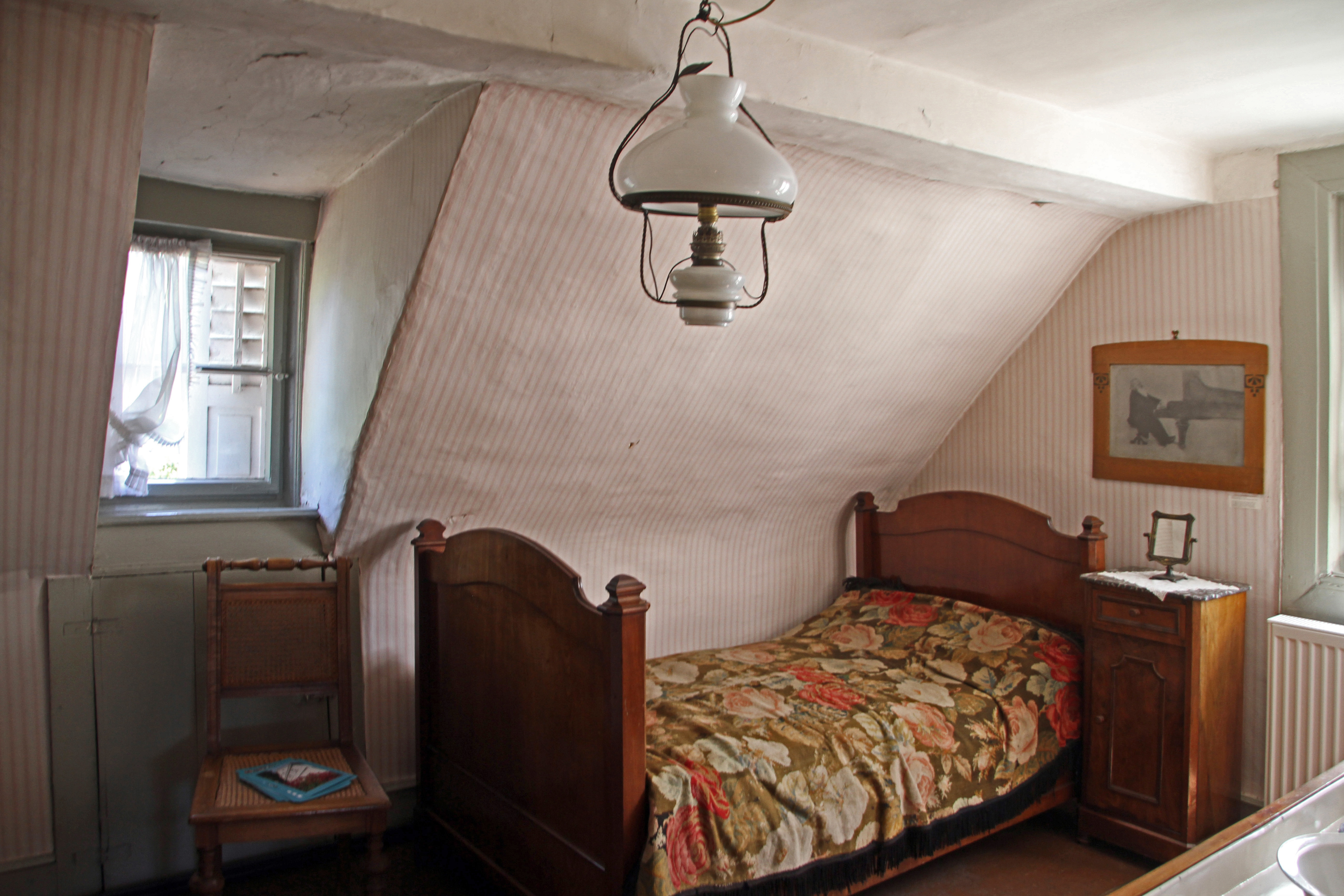
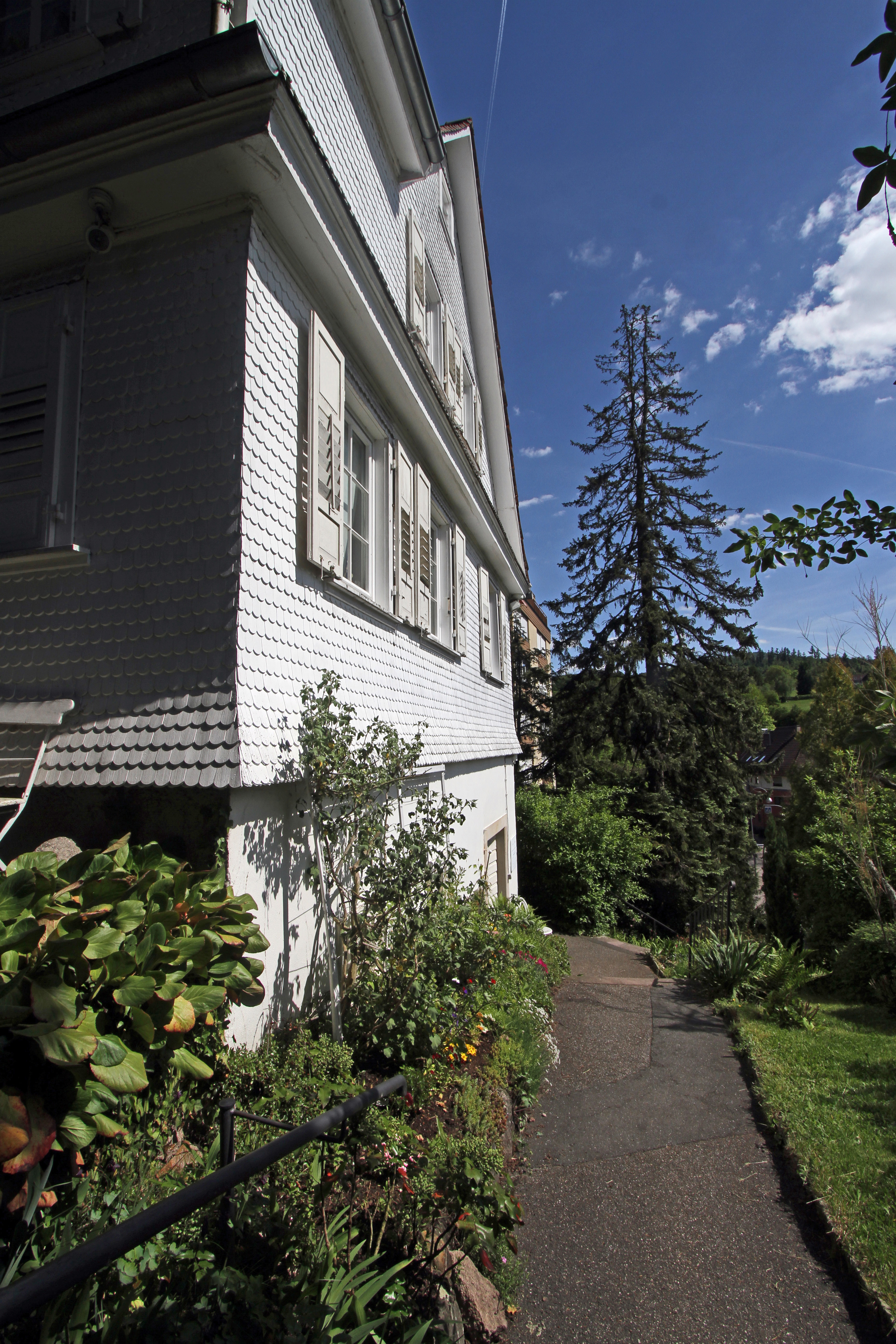